# Масовий вибух
Масовий вибух (рос. массовый взрыв, англ. bulk explosion, single blast) – у технології відкритої (кар'єрної) розробки корисних копалин - процес одночасного або послідовного (з певним інтервалом часу) висадження великої кількості зарядів вибухової речовини (десятки і більше тонн) в гірських породах з метою руйнування і спрямованого переміщення великих мас породи (сотні тисяч і більше кубометрів), з метою розробки скельних порід, розкриття родовища (робочих горизонтів), створення гребель, насипів та ін. При масовому вибуху скорочується час, протягом якого на довкілля впливають супутні вибуху явища (розліт уламків роздробленої породи, сейсмічний ефект, поширення газоподібних продуктів тощо). Сумарна маса зарядів при масовому вибуху досягає 1000 тонн вибухової речовини, об’єм відбитої породи – 1 млн м3. У тих випадках, коли, крім скорочення шкідливого впливу вибуху, необхідно перемістити розкривну гірських порід у потрібному напрямку або поліпшити якість вибухового дроблення гірських порід, застосовуються відповідно вибух спрямований або висадження короткоуповільнене.